# Scabino
Lo scabino in epoca medievale era un membro del corpo di esperti nel diritto legislativo e consuetudinario dal quale si traevano i componenti del collegio che, su richiesta del conte o dei missi dominici, pronunciava un giudizio, poi fatto proprio dal conte o dai missi con la formale emanazione della sentenza.
In età contemporanea il termine scabinato indica un modello di partecipazione dei cittadini all'amministrazione della giustizia in cui gli stessi siedono, come giudici laici, in un unico collegio assieme ai giudici togati.

## Storia
Evoluzione dei racinburgi, gli uomini liberi che nel sistema giudiziario dei Franchi affiancavano il giudice sottoponendogli la sentenza da pronunciare, gli scabini si diffusero in Europa con l'Impero carolingio e furono introdotti anche in Italia nei secoli VIII e IX.
In seguito furono detti scabini anche taluni magistrati o giudici istituiti dai comuni medievali. A Marsiglia, ad esempio, a partire dal XVII secolo, lo scabino, eletto dalla borghesia cittadina, aveva un ruolo paragonabile all'attuale sindaco.
Durante l'XI secolo molte città del Reno, della Mosa e della Mosella vennero amministrate da un collegio di scabini, scelti tra i cittadini ma nominati dal signore della città, al quale essi giuravano fedeltà secondo gli schemi feudali. In seguito la scelta degli scabini venne in molti luoghi esercitata direttamente dai cittadini oppure si fece ricorso al metodo della cooptazione, affidando la designazione dei futuri scabini a coloro che erano già in carica. La nomina era per lo più vitalizia.

## Descrizione
Formalmente gli scabini non erano giudici in senso proprio ma "trovatori di sentenze" (urteilfinder); peraltro, quando la fattispecie concreta sottoposta al loro giudizio non era prevista da alcuna norma, erano autorizzati a giudicare secondo equità (ut rectum visum fuerit) creando essi stessi la norma, donde il nome legumlatores con il quale erano anche conosciuti.
Gli scabini erano nominati dai missi dominici e potevano avere giurisdizione su una contea (scabini de comitatu, in numero di sette o otto) o sul villaggio in cui risiedevano (scabini de vico).

## Significati odierni

### Belgio
Attualmente in Belgio lo scabino (échevin in francese, schepen in olandese) è un membro del consiglio municipale eletto dallo stesso per affiancare il borgomastro; ha, quindi, un ruolo simile all'assessore italiano. Il borgomastro e gli scabini costituiscono l'organo esecutivo del comune (detto collegio del borgomastro e degli scabini). Una figura corrispondente allo scabino belga esiste anche in Lussemburgo, dove prende lo stesso nome, e nei Paesi Bassi, dove prende il nome di wethouder.

### Germania
Nell'ordinamento giudiziario tedesco sono detti scabini i giudici laici tratti dalla cittadinanza, che solitamente in due affiancano i giudici togati, formando il collegio giudicante dell'organo giurisdizionale specifico competente a giudicare i reati più gravi in primo grado nelle seguenti formazioni:
| Tribunale                           | Tribunale                                      | Composizione                     |
| Denominazione in tedesco            | Traduzione                                     | Composizione                     |
| ----------------------------------- | ---------------------------------------------- | -------------------------------- |
| Schöffengericht                     | Giudice penale collegiale di primo grado       | un giudice togato e due scabini  |
| Große Strafkammer beim Landgericht  | Grande sezione penale del Tribunale ordinario  | tre giudici togati e due scabini |
| Schwurgericht                       | Tribunale d'assise                             | tre giudici togati e due scabini |
| Kleine Strafkammer beim Landgericht | Piccola sezione penale del Tribunale ordinario | un giudice togato e due scabini  |

Gli scabini, altresì, formano il collegio giudicante dell'organo giurisdizionale specifico competente a riesaminare in grado di appello (presso la sezione penale del tribunale ordinario) le decisioni pronunciate dal Giudice penale monocratico (Amtsgericht) o dal Giudice penale collegiale di primo grado (Schöffengericht).
Tale modello si contrappone a quello, di origine anglosassone, e a tutt'oggi predominante negli stati il cui ordinamento deriva dal Common law, nonché conservato nell'ordinamento penale francese, che vede i giudici laici (giurati) comporre un collegio a sé (la giuria), il quale decide con un verdetto non motivato le questioni di fatto, mentre il giudice togato decide separatamente, con la sentenza, le questioni di diritto.